# Delta Hydri
Delta Hydri (38 Hydri) é uma estrela na direção da constelação de Hydrus. Possui uma ascensão reta de 02h 21m 45.02s e uma declinação de −68° 39′ 33.9″. Sua magnitude aparente é igual a 4.08. Considerando sua distância de 135 anos-luz em relação à Terra, sua magnitude absoluta é igual a 0.99. Pertence à classe espectral A3V.